# ワタルwithオカン
ワタルwithオカン（-うぃず-）とは日本のお笑いコンビ。2005年8月28日結成。
大阪NSC29期生。実の親子漫才コンビである。

## メンバー
- ワタル （朝野 亘）（あさの わたる、1985年11月9日 - ）
  - ツッコミ担当、立ち位置は向かって右。
  - 兵庫県西宮市出身
  - ネタ作り担当。

- オカン （朝野 美代子）（あさの みよこ、1955年2月1日 - ）
  - ボケ担当、立ち位置は向かって左。
  - 兵庫県西宮市出身。
  - 大きい豹の顔がプリントされた服をよく着ている。
  - 一発ギャグが得意。

## 来歴
ワタルは2005年のM-1グランプリに出場する為に相方を探していたが、周囲の友人は就職活動で忙しく、中々相方が見つからなかった。困っている息子を見放せなかった母親は親子でコンビを組んで出場する事を提案し、2005年8月28日にコンビを結成した。M-1グランプリは2回戦に進出し、最も印象に残ったアマチュアに送られるNTT西日本賞（現在は廃止）を受賞した。
翌2006年、本格的にお笑いの道に進むべくNSCへの入学を決意する。2人が入学する29期生から25歳以下の年齢制限が撤廃されていた為、初の親子そろっての入学となった。オカンはその時、51歳でこれは当時NSC史上最高齢である。
同年のM-1グランプリも2回戦に進出し、ワッハ上方アマチュア演芸コンクールで審査員特別賞（2位）、新人お笑い尼崎大賞で奨励賞（3位）とアマチュアの漫才コンクールでの受賞を果たす。しかしbaseよしもとのオーディションに受からず、吉本興業に正式所属にはなれなかった。
2009年のM-1グランプリでは初めて3回戦に進出し、2010年のR-1ぐらんぷりでもオカンは初めて3回戦へ進出している。
2010年にコンビ活動を休止。2018年に「ワタルwithオカン limited time」として、M-1グランプリ2018にアマチュアとして出場した。その後2019年11月19日に本格的に再結成し、2020年2月1日からYouTuberデビューした。

## 受賞歴
- 2005年 M-1グランプリ NTT西日本賞
- 2006年 第6回新人お笑い尼崎大賞 努力賞
- 2006年 ワッハ上方アマチュア演芸コンクール 審査員特別賞
- 2007年 第7回新人お笑い尼崎大賞 奨励賞

## 出演番組
- ザ・ワイド(日本テレビ・読売テレビ)
- ごきげん!ブランニュ(朝日放送)　※オカンのみ
- FNNスーパーニュースアンカー(関西テレビ)
- スーパーJチャンネル(テレビ朝日)
- スーパーニュース(フジテレビ)
- VOICE(毎日放送)
- 爆感!グラビア帝国(テレビ大阪)
- あらびき団(TBSテレビ)　※オカンのみ
- HOT　FANTASY　ODAIBA開幕スペシャル〜岩尾王子のお姫様探し〜(フジテレビ)
- 笑っていいとも!増刊号(フジテレビ)　金のたまごクラブ
- 笑っていいとも!増刊号あけおめSP(フジテレビ)　増刊号でもチャンスがアルタ!!金のたまごクラブリターンズ初笑いスペシャル
- リンカーン(TBSテレビ)　リンカーン芸人エレベーター
- 浜ちゃんと!(読売テレビ)　特技自慢のコーナーに出演。オカンが首フラフープを披露する。
- ザ・イロモネア(TBSテレビ)　ゴールドラッシュに出演。1週目クリア。
- なにわ人情コメディ 横丁へよ〜こちょ!(朝日放送)　※オカンのみ
- あったか人情コメディ 湯けむりパラダイス!(朝日放送)
- マヨブラ流（読売テレビ）　コレくる芸人
- 本番で〜す!（テレビ東京）
- オールザッツ漫才（毎日放送）　FootCutバトルに出場。2回戦進出。
- 爆笑!ふれあいコメディ こちらかきくけ公園前(朝日放送)　※オカンのみ
- 『ぷっ』すま(テレビ朝日)　ペア当て眼力バトル!リアル神経衰弱  草彅剛とトリオでネタをする。